# Bengt Löfgren
Bengt Ove Löfgren, född 3 juni 1965 i Kristinehamn, är en svensk dokumentärfilmare och konstfotograf.
Löfgren studerade den estetiska linjen vid Kyrkeruds folkhögskola 1987–1989, KV konstskola i Göteborg 1989–1990 och vid Hovedskous målarskola 1991–1993. Han har bland annat ställt ut på Liljevalchs vårsalong och han tilldelades Kristinehamns Lions kulturstipendium 1991.
Löfgren är upphovsman till flera prisbelönta TV-dokumentärer som CCCP-Hockey från 2004, Icy Riders om isracingföraren Posa Serenius och fick mottaga Kristallen samt Prix Europa för den mycket uppmärksammade ”Ensamma mot IS”, 2017.
Löfgren har arbetat med journalisten Per Dahlberg i TV-porträtt av Georg Riedel, Stefan Sundström, Carl-Einar Häckner och Magnus Uggla samt med journalisten Bo Sjökvist i bland annat dokumentären Predikanten om Målle Lindberg och El Salama om en fakir.
Han har även varit fotograf på Uppdrag granskning och i SVT-serierna "Kraschen", "Nordstan", "Barn till varje pris?", Bildt-Excellensen och "Sjukt stressad". År 2017 mottog han tillsammans producenten och journalisten Sanna Klinghoffer samt klipparen Andreas Jonsson-Hay Kristallen-priset i kategorin "Årets Granskning" för dokumentären "Ensamma mot IS". De vann även Prix Europa 2017 med samma produktion.
2017 hade Löfgren tillsammans med Bo Sjökvist premiär på dokumentärlångfilmen Ingen tid för kärlek. Berättelsen om Johnny Bode. 2018 visades Sanna Klinghoffers och Bengt Löfgrens uppmärksammade historia om Safet Makas i Uppdrag granskning special under titeln Safet och sanningen.
2018 och 2019 hade Löfgren flera fotoutställningar varav en stor separatutställning ”Punk, Pudelrock och Fanzines” på Kristinehamns Historiska. Han är medlem i SFF (Svenska Fotografers Förbund) och finns representerad på bland annat Bättre Konst och Galleri Fågel.
Västra Götalands region Kulturstipendiat 2022.

## Filmografi (i urval)
- 1997 – JUMPER-på väg, om bandet Jumper.
- 2000 – Stefan Sundström 2000, om vissångaren och artisten Stefan Sundström.
- 2004 – CCCP-Hockey, om Sovjets superfemma.
- 2004 – Georg Riedel – och det svenskaste som finns, om Georg Riedel.
- 2005 – Predikanten, om Målle Lindberg.
- 2007 – Icy Riders, prisbelönt film om isracingföraren Posa Serenius.
- 2011 – Deep Trouble-In Lake Victoria, dokumentär om livet runt Victoriasjön.
- 2011 - “Barn till varje pris”. SVT-serie om ofrivillig barnlöshet.
- 2013 – Carl Bildt - Excellensen, tvåtimmarsdokumentär om Carl Bildt. SVT
- 2014 – Club Zebra - The Movie, om musikklubben Club Zebra.
- 2015 – Matlagningsprogrammet ingen talar om längre, kortfilmsdokumentär om Lena Junoff.
- 2016 – Ensamma mot IS, Dokument Inifrån SVT. Tillsammans med journalisten och producenten Sanna Klinghoffer.
- 2017 – Ingen tid för kärlek, långfilmsdokumentär om artisten Johnny Bode. Tillsammans med Bo Sjökvist. Premiär på Göteborgs filmfestival.
- 2018 – Safet och Sanningen. Dokumentär om Safet Makas som förlorade sin familj. SVT. Tillsammans med Sanna Klinghoffer.
- 2019 – Sjukt Stressad. SVT-serie om stressade unga kvinnor. Huvudfotograf.
- 2021 – I väntan på Jan Myrdals död. Långfilmsdokumentär om skriftställaren Jan Myrdal. I samarbete med Bo Sjökvist. Producerad av Picky Pictures.
- Rapport från en glesbygd. Egen dokumentär. Löst baserad på Marit Kaplas Augustvinnande roman; Osebol. Med stöd av SVT, Konstnärsnämnden och GBG Kulturnämnd.
- Ett antal Uppdrag Granskning för SVT samt fotograf på Dokument Inifrån.